# Eubacterium ruminantium
Eubacterium ruminantium è una specie di batterio appartenente alla famiglia delle Eubacteriaceae.